# Konstytucja Estonii (1919)
Konstytucja Estonii z 1919 – pierwsza, tymczasowa ustawa zasadnicza Republiki Estońskiej. Jedna z czterech konstytucji tego kraju, jakie uchwalono w okresie międzywojennym (kolejne: 1920, 1934 i 1937).
Akt prawny został uchwalony przez pierwsze estońskie zgromadzenie narodowe, które zawiązało się 23 kwietnia 1919, po przeprowadzonych wiosną tego samego roku wyborach parlamentarnych. Miało to miejsce jeszcze w trakcie trwających walk z Niemcami i bolszewikami oraz przed podpisaniem estońsko-sowieckiego traktatu w Dorpacie (2 lutego 1920). Państwo było w tym czasie tylko częściowo uznane na arenie międzynarodowej (proces ten zwieńczyło przyjęcie go do Ligi Narodów 22 września 1923). 
Konstytucja została uchwalona 15 czerwca 1919 i była pierwszym tego typu aktem prawnym w historii Estonii, która wcześniej nie miała żadnych tradycji państwowych (w czasie zwierzchnictwa rosyjskiego nie dysponowała nawet autonomią). Ustawodawca konstruując ustrój młodego państwa, świadomie nie chciał korzystać z doświadczeń carskich, a tym bardziej sowieckich. Recypowano natomiast na grunt estoński liberalno-indywidualistyczną koncepcję państwa opartą na doktrynach politycznych Jeana-Jacques’a Rousseau. Był to nurt przeciwstawny zarówno konstrukcjom budowanym przez carat, jak i bolszewickiemu kolektywizmowi. 
Akt od początku traktowany był jako rozwiązanie tymczasowe, niemniej nie był konstytucją małą, regulując wszystkie najważniejsze zagadnienia konstytucyjne: ustrój państwa, kompetencje władzy, a także prawa i obowiązki obywatelskie. Ustawa zasadnicza z 1919 stanowiła, że Estonia jest demokratycznym państwem parlamentarnym, a władzę suwerena wykonywać miał stuosobowy parlament (est. Riigikogu). Szerokie kompetencje miały instytucje referendum oraz inicjatywy ludowej. Kadencja parlamentu trwać miała trzy lata. Czynne prawo wyborcze mieli obywatele, którzy ukończyli dwadzieścia lat. Riigikogu powoływać miał rząd, przy czym premier miał być jednocześnie głową państwa. Wprowadzono ponadto samorząd terytorialny (gminy, miasta i powiaty). Gwarantowano szerokie prawa obywatelskie.
Konstytucja obowiązywała przez rok, a 15 czerwca 1920 uchwalono drugą konstytucję Estonii.